# Хаџи-Александар Ђуровић
Хаџи-Александар Ђуровић (Београд, 8. октобар 1988) српски је редитељ и књижевник.

## Биографија
Рођен је 8. октобра 1988. године у Београду, у тадашњој Социјалистичкој Републици Србији. После треће године средње школе, уписао је телевизијку режију на Академију уметности Београд где је дипломирао 2010. године. Од 2011. до 2016. био је асистент на катедри за ТВ и филмску режију. Оснивач је и продуцент издавачке куће Александрија филм од 2009. године. Режирао је 12 међународно награђиваних кратких играних и документарних филмова.
Његов дебитантски дугометражни играни филм Љубав долази касније премијерно је приказан на београдском 61. ФЕСТ-у 2013, а освојио је награду на Филмском фестивалу у Беверли Хилсу у категорији најбоља режија, те био номинован за награду за најбољи страни филм и најбољу режију на Филмском фестивалу у Њујорку 2013. године.
Године 2015. изашао је његов дугометражни документарни филм "Ви идите, ја нећу!" који је имао светску премијеру на фестивалу у Москви.
Године 2022. изашао је његов други дугометражни играни филм Света Петка — Крст у пустињи.
Аутор је 7 књига:
Улица жеља (2010) - збирка урбане поезије,
Сви Усамљени Људи (2013) - збирка кратких прича,
Замисли Једног Јутра Устанеш Кад Оно Ништа (2015) - збирка кратких прича,
Како се на српском каже љубав (2016) - збирка кратке поезије,
Како се на српском каже туга (2019) - збирка кратке поезије,
Како се на српском каже срећа (2020) - збирка кратке поезије,
Како се на српском каже нада (2021) - збирка кратке поезије